# Orcera
Orcera település Spanyolországban, Jaén tartományban. Orcera Siles, Benatae, Segura de la Sierra, Beas de Segura, La Puerta de Segura, Génave, Chiclana de Segura, Villamanrique és Montiel községekkel határos. Lakosainak száma 1717 fő (2024).

## Népesség
A település népessége az elmúlt években az alábbi módon változott:
| Lakosok száma | 2204 | 2137 | 2089 | 2070 | 1992 | 1927 | 1860 | 1811 | 1752 | 1717 |
|               | 2001 | 2004 | 2007 | 2009 | 2012 | 2014 | 2017 | 2019 | 2022 | 2024 |